# Ensatina eschscholtzii
Ensatina eschscholtzii es una especie de salamandra de la familia Plethodontidae, único miembro del género Ensatina. Se distribuye por la costa oeste de Norteamérica, desde el sudoeste de Canadá (Columbia Británica) hasta el extremo noroeste de México (Baja California). Habita bosques de diversos tipos a lo largo de su amplia distribución, de abetos y arces al norte, de robles y chaparral en zonas costeras, en Sierra Nevada pinares, robledales y bosques de cedro; y desde el nivel del mar a los 3500 m de altitud.
Es una especie con desarrollo directo, es decir, sin fase de renacuajo. Pone los huevos bajo el suelo o bajo corteza en troncos en descomposición.
Su taxonomía es compleja y se han reconocido diversas subespecies, que en ocasiones se consideran especies independientes. Se considera que bajo este nombre es probable que se escondan especies crípticas. Se reconocen las siguientes subespecies:
- E. e. croceater (Cope, 1868)
- E. e. eschscholtzii Gray, 1850
- E. e. klauberi Dunn, 1929
- E. e. oregonensis (Girard, 1856)
- E. e. picta Wood, 1940
- E. e. platensis (Jiménez de la Espada, 1875)
- E. e. xanthoptica Stebbins, 1949